# An Chan-gi
An Chan-gi (tiếng Hàn: 안찬기; sinh ngày 6 tháng 4 năm 1998) là một cầu thủ bóng đá người Hàn Quốc thi đấu ở vị trí thủ môn cho K3 League Cheongju FC, theo dạng cho mượn từ Suwon Samsung Bluewings. Anh đã thi đấu tại Thế vận hội Mùa hè 2020.